# Games Magazine Awards
Le Games Magazine est un journal américain qui publie chaque année depuis 1980 une liste des 100 meilleurs jeux, appelée Games 100 ou Games Magazine Awards. Ces jeux pouvaient être de toutes sortes, aussi les casse-têtes côtoyaient les jeux électroniques. À partir de la fin des années 1990, le magazine s'est recentré sur les jeux « traditionnels ». Un titre de Game of the Year (jeu de l'année) est attribué ainsi qu'une multitude de prix catégoriels. Le seul critère pour être éligible semble être la disponibilité en boutique, sans tenir compte de l'année. Un même jeu peut ainsi être dans la liste des 100 meilleurs jeux plusieurs années.

## Game of the Year
Récompenses attribuées depuis 1998
| Année | Jeu                          | Auteur(s)                        | Éditeur                |
| ----- | ---------------------------- | -------------------------------- | ---------------------- |
| 1998  | Quoridor                     | Mirko Marchesi                   | Gigamic                |
| 1999  | Fossil                       | Klaus Palesch                    | Goldsieber             |
| 2000  | Torres                       | Wolfgang Kramer Michael Kiesling | Ravensburger FX Abacus |
| 2001  | Morgenland Aladdin's Dragons | Richard Breese                   | Hans im Glück          |
| 2002  | Evo                          | Philippe Keyaerts                | Jeux Descartes         |
| 2003  | DVONN                        | Kris Burm                        | Don & Co Gigamic       |
| 2004  | New England                  | Alan R. Moon Aaron Weissblum     | Goldsieber             |
| 2005  | BuyWord                      | Sid Sackson                      | Face 2 Face Games      |
| 2006  | Australia                    | Wolfgang Kramer Michael Kiesling | Ravensburger           |
| 2007  | Vegas Showdown (en)          | Henry Stern                      | Avalon Hill            |
| 2008  | Les Piliers de la terre      | Michael Rieneck Stefan Stadler   | Filosofia              |
| 2009  | Tzaar                        | Kris Burm                        | SmartGames             |
| 2010  | Small World                  | Philippe Keyaerts                | Days of Wonder         |
| 2011  | Jump Gate                    | Matt Worden                      | Matt Worden Games      |
| 2012  | Tikal II: Le temple perdu    | Wolfgang Kramer Michael Kiesling | Ravensburger           |